# پالینی
شهر پالینی در استان آتیک در کشور یونان واقع شده است که دارای جمعیت ۱۶٬۱۱۷  نفر می‌باشد.

## نگارخانه

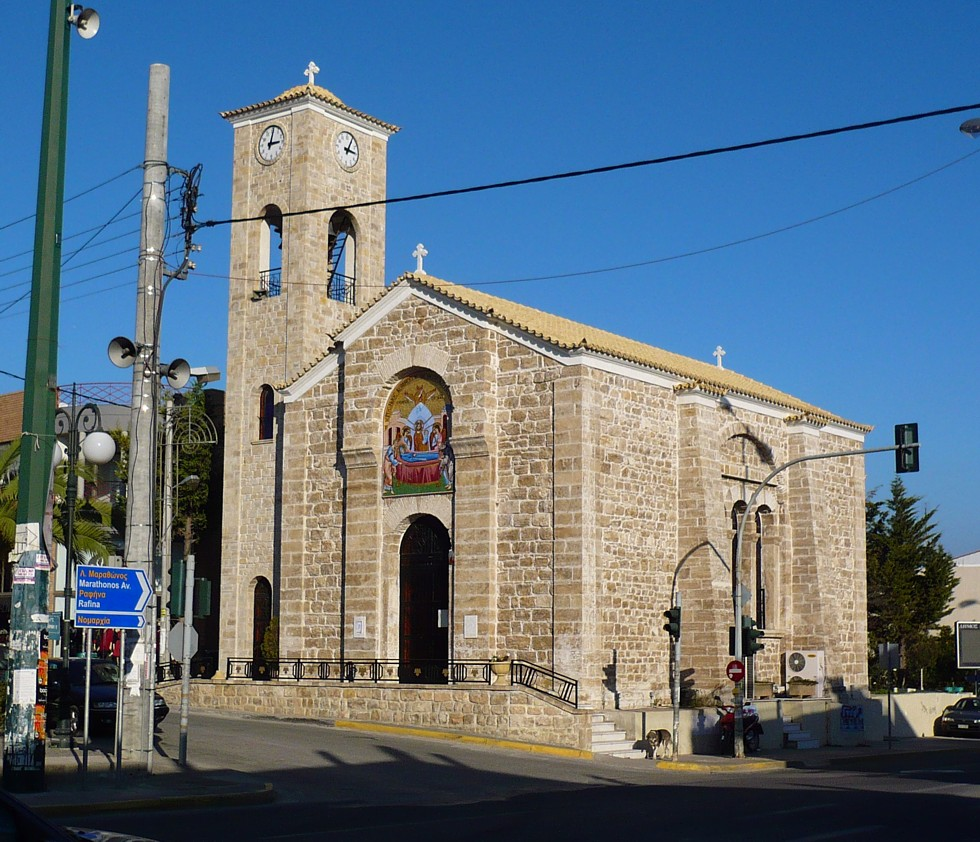
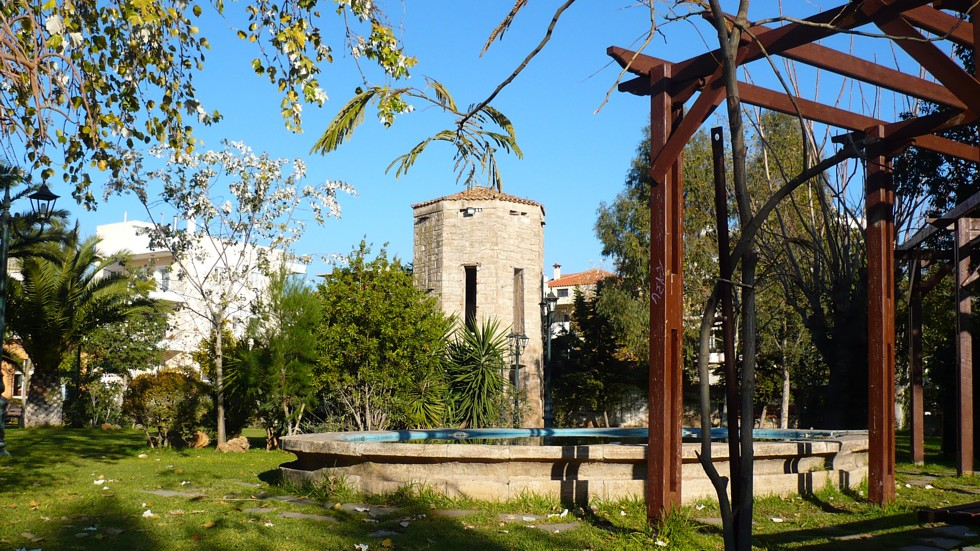
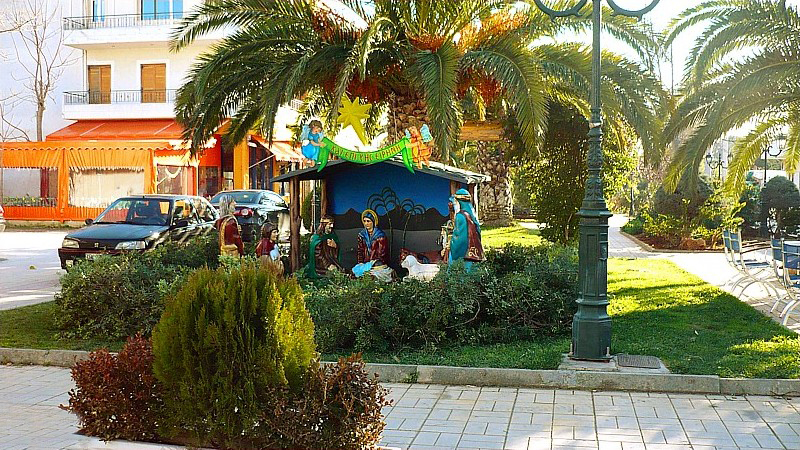
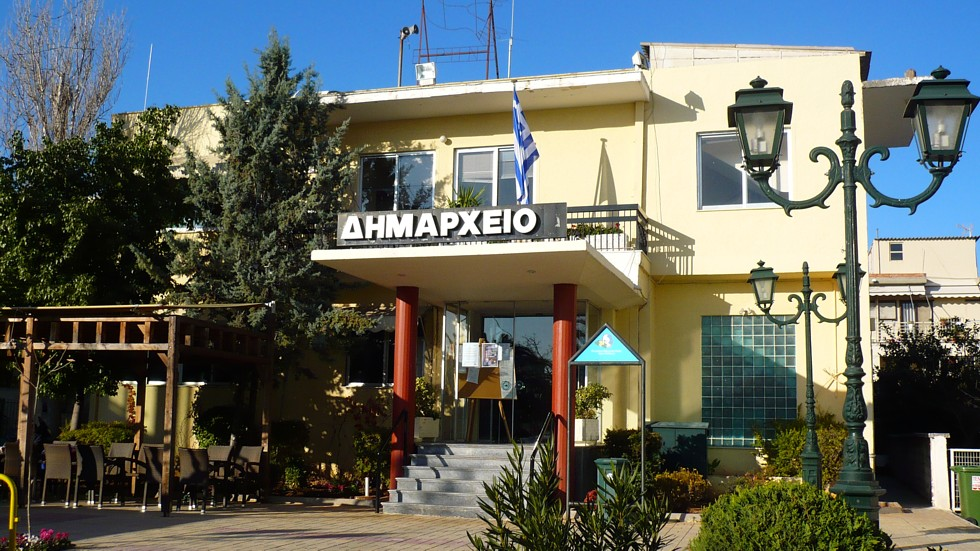